# Rebellion im grauen Haus
Rebellion im grauen Haus ist ein US-amerikanischer Kriminalfilm aus dem Jahr 1948 von Crane Wilbur, der zum Subgenre des Film noir zählt. Der Film wurde von Eagle-Lion Films produziert und beruht auf einer wahren Begebenheit.

## Handlung
Das Staatsgefängnis von Colorado in Canon City am 30. Dezember 1947. Der Häftling Carl Schwartzmiller plant mit elf anderen Insassen einen Ausbruch. Die Männer haben sich Waffen improvisiert, eine davon wird im Projektorraum des Gefängniskinos deponiert. Dort arbeitet Jim Sherbondy, der die improvisierte Pistole findet und sich den Ausbrechern anschließt.
Einige der zwölf Männer können sich aus ihrer Einzelhaft befreien und sich unter die anderen Häftlinge mischen. Dennoch werden sie von Officer Gray entdeckt, der daraufhin zusammengeschlagen und als Geisel genommen wird. Tatsächlich schaffen es die Männer, das Gefängnis zu verlassen. In der Stadt ertönt eine Alarmsirene, die die Einwohner auffordert, sofort ins Haus zu gehen und alles abzuschließen. Schwartzmiller und fünf weitere Ausbrecher dringen in das Haus der Familie Oliver ein. Sie verlangen Kleidung und Waffen. Nachdem Mrs. Oliver Schwartzmiller erfolglos mit einem Hammer angegriffen hat, verlassen die Ausbrecher das Haus und dringen bei der Familie Smith ein. Eine Vergewaltigung der 17-jährigen Nichte kann Sherbondy verhindern.
Als die Polizei das Haus umstellt, wird Mrs. Smith als menschlicher Schutzschild missbraucht. Es kommt zu einer Schießerei, der nur Sherbondy entkommen kann. Alle anderen Ausbrecher werden erschossen oder gefangen genommen. Sherbondy bricht in das Haus der Familie Bauer ein. Er will mit deren Auto flüchten. Als er erfährt, dass Sohn Jerry an einer Blinddarmentzündung leidet, will er den Jungen ins Krankenhaus bringen. Auf dem Weg dorthin wird er an einer Straßensperre aufgehalten. Ohne Widerstand gibt er auf und kehrt nach 61 Stunden als Letzter der Ausbrecher ins Gefängnis zurück.

## Produktion
Gedreht wurde der Film von Anfang März bis Anfang April 1948 in der Colorado Territorial Correctional Facility in Canon City, an der Royal Gorge Bridge sowie in den Universal-Studios in Universal City.

## Stab und Besetzung
Der Einleitungstext wurde in der Originalfassung von Reed Hadley gesprochen.
Scott Brady gab sein Filmdebüt.
Einige Häftlinge und Wärter, die die Vorgänge miterlebt hatten, spielten in dem Film kleine Rollen. Die größte Rolle erhielt Roy Best, der u. a. die dem Ausbruch folgende Suchaktion leitete.

## Veröffentlichung
Die Premiere des Films fand am 30. Juni 1948 statt. In der Bundesrepublik Deutschland kam er am 16. Februar 1951 in die Kinos. Im deutschen Fernsehen erschien er auch unter dem Titel Revolte hinter Gittern.

## Kritiken
Das Lexikon des internationalen Films schrieb: „Der Kriminalfilm schildert die Ereignisse in einer Mischung aus Semi-Dokumentation und Melodram, wobei er Einblicke in damalige Formen des Strafvollzugs und der Verbrechensbekämpfung bietet.“
Die Filmzeitschrift Cinema befand: „Die authentischen Ereignisse wurden an Originalschauplätzen nachgestellt. Neben den Schauspielern (einen Miniauftritt als Gefangener hat „Pille McCoy“ DeForest Kelley) wirkten einige Häftlinge sowie der Gefängnisdirektor mit. Fazit: Halbdokumentarischer, gut fotografierter Krimi.“
Bosley Crowther von der The New York Times sah einen harten halbdokumentarischen Film, eine grobkörnige Nachstellung. Er lobte dabei insbesondere Jeff Corey, der hart und überzeugend sei, und den Wärter Roy Best, dessen Natürlichkeit ein Schauspieler kaum hätte simulieren können.
Der Kritiker des TV Guide fand den Film erstklassig mit einer guten Besetzung.